# Sajtoskál
Sajtoskál é um município da Hungria, situado no condado de Vas. Tem 9,41 km² de área e sua população em 2015 foi estimada em 349 habitantes.